# Robert Morison

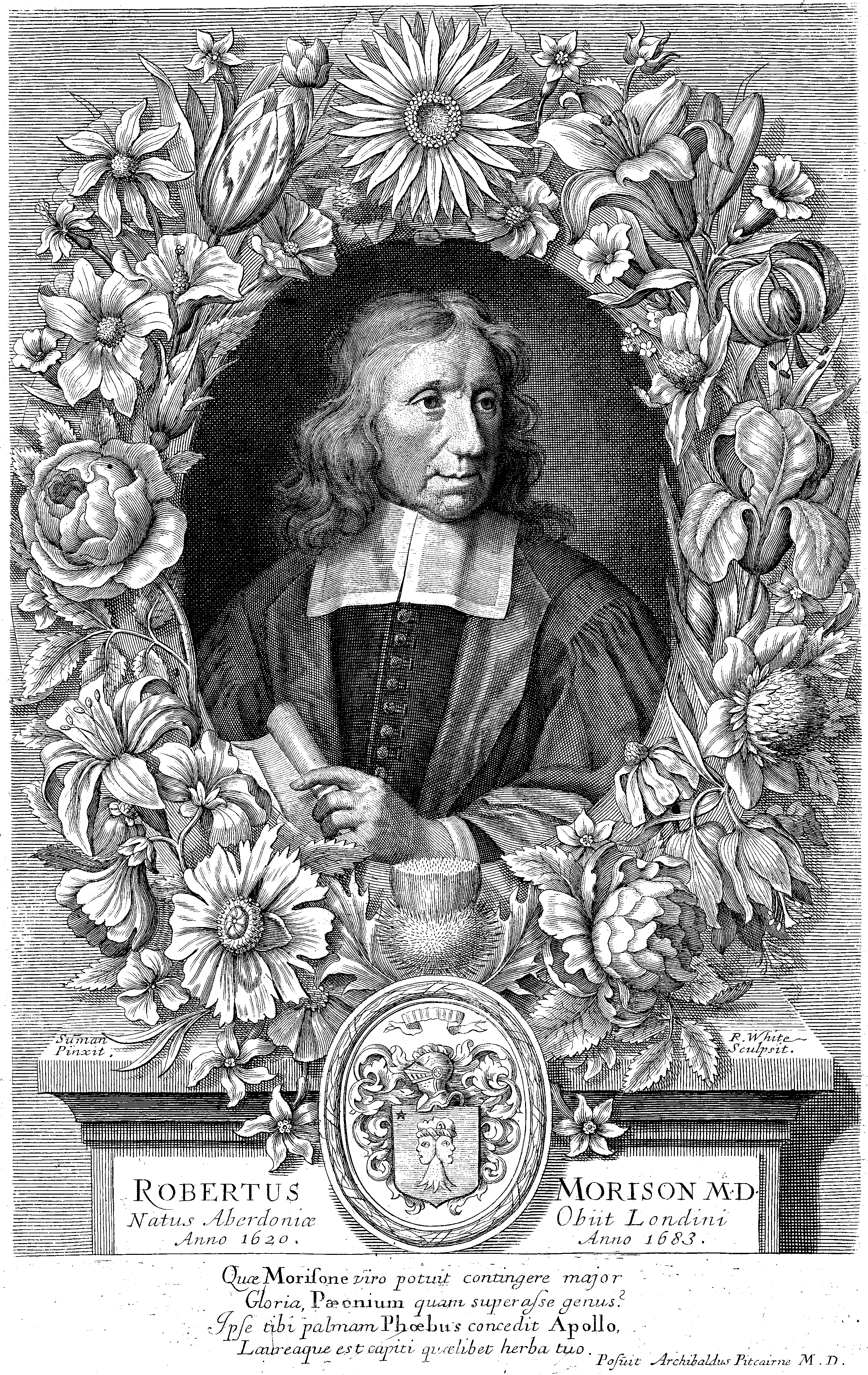
Robert Morison, Holzstich aus dem dritten Teil von Plantarum Historiae Universalis Oxoniensis (1699)

Robert Morison (* 1620 in Aberdeen; † 10. November 1683 in London) war ein schottischer Botaniker und Arzt. Sein offizielles botanisches Autorenkürzel lautet „Morison“.

## Leben und Wirken

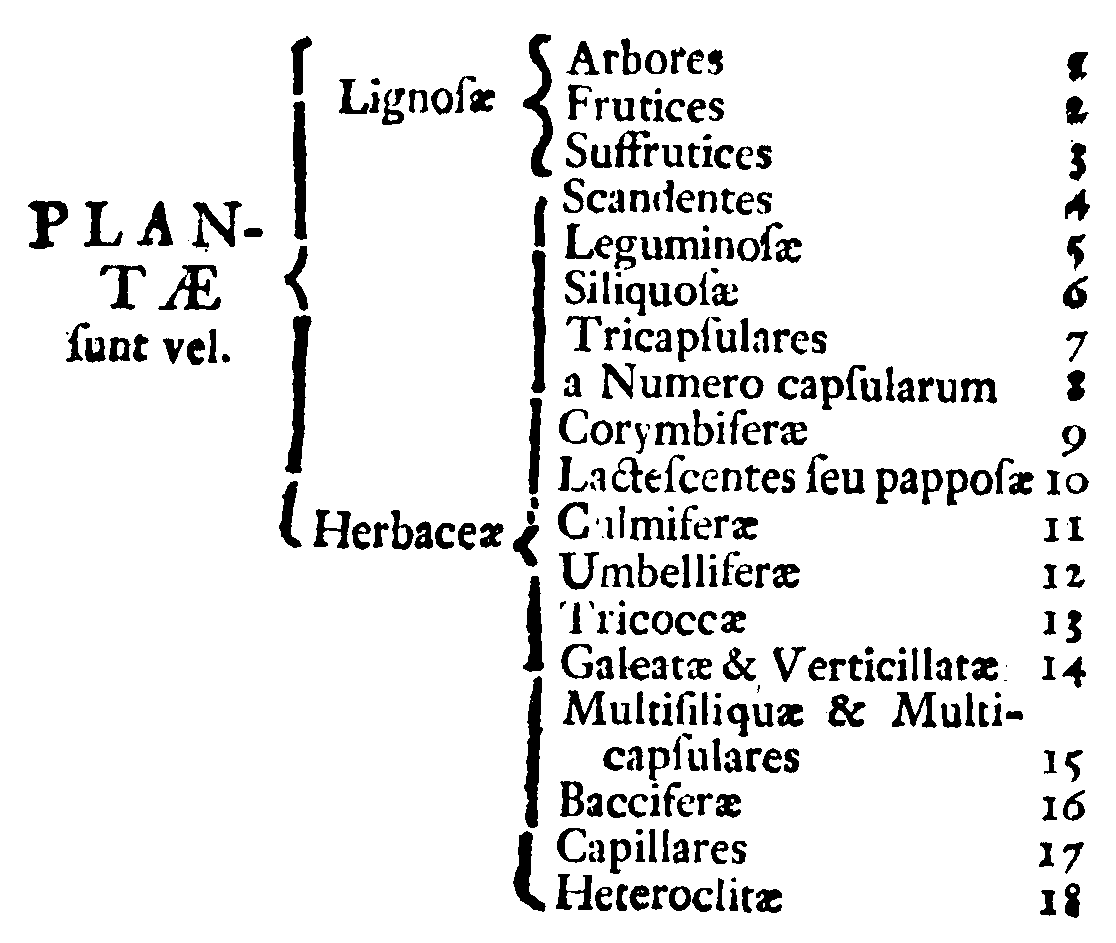
Schlüssel zur Systematik von Morison in Linnés Classes Plantarum von 1738.

Morison war ein Sohn von John Morison und dessen Frau Anna (geborene Gray). 1635 begann er seine Ausbildung am Marischal College in Aberdeen. Er promovierte dort 1638 zum Doktor der Philosophie. Er interessierte sich für Botanik und Medizin und begann sich mit diesen Gebieten auch beruflich zu beschäftigen.
1648 erwarb er in Angers den Titel Doktor der Medizin. Auf Empfehlung des königlichen Botanikers Vespasien Robin wurde er 1650 Verwalter der Gärten von Jean-Baptiste Gaston, Herzog von Orléans in Blois. Während dieser Zeit besuchte er auf der Suche nach neuen und seltenen Pflanzen einige französische Gebiete. 
1660, nach dem Tod des Herzogs von Orléans, wurde er von Karl II. nach England eingeladen, der ihm den Titel „Königlicher Arzt“ verlieh und zum königlichen Botanikprofessor ernannte.
1669 wurde er als Professor für Botanik an die Universität Oxford berufen und kurz darauf als Mitglied des Royal College of Physicians gewählt. 
Robert Morison starb am 10. November 1683 an den Folgen eines Unfalls, den er am Tag zuvor erlitt.

## Ehrungen
Charles Plumier benannte ihm zu Ehren die Pflanzengattung „Morisona“ aus der Familie der Kaperngewächse (Capparaceae). Carl von Linné übernahm später diesen Namen in der leicht geänderten Schreibweise Morisonia.

## Schriften (Auswahl)
- Hortus Regius Blesensis auctus; accessit Index Plantarum in Horto contentarum, nomine Scriptorum et Observationes generaliores, seu Praeludiorum pars prior. 1669 (Digitalisat).
- Plantarum Umbelliferarum Distributio Nova, per tabulas cognationis et afflnitatis, ex libro Naturae observata et delecta. 1672 (Digitalisat, Digitalisat).
- Historia Plantarum Universalis Oxoniensis. 3 Bände, Oxford 1680–1699 (Digitalisat).
  - Neuauflage von 1715, 2? Bände:
    - MDZ Band 1, Band 2
    - RJB Band 1, Band 2

## Nachweise